# Tóga

Římská tóga

Tóga (lat., od tegó, pokrýt) byl svrchní oděv starověkého římského občana, který se nosil jen na veřejnosti (mimo dům). Člověk vyrábějící tógy se nazýval tógař. Ve starověkém Římě bylo toto povolání vysoce ceněné. Císařem Diokleciánem bylo povýšeno na takzvané vznešené povolání. Tógaři měli za jeho vlády přístup do senátu.

## Popis
Tóga byl obdélný, půlkruhovitý nebo oválný kus látky asi 5 m dlouhý a 2–3 m široký, který se přehazoval přes spodní košili (tunicu). Jeden konec visel přes levé rameno dopředu asi do půli lýtka, druhý šel přes záda, pravý bok a prsa přes levé rameno, případně přes levý loket nebo přes hlavu. Obě paže tak zůstaly volné a vpředu se vytvořila široká kapsa (sinus). Na rozdíl od košile, kterou nosili všichni, tógu nosili jen lidé (muži i ženy), kteří nemuseli pracovat; oblékali si ji jen, když vycházeli z domu.

## Varianty tógy

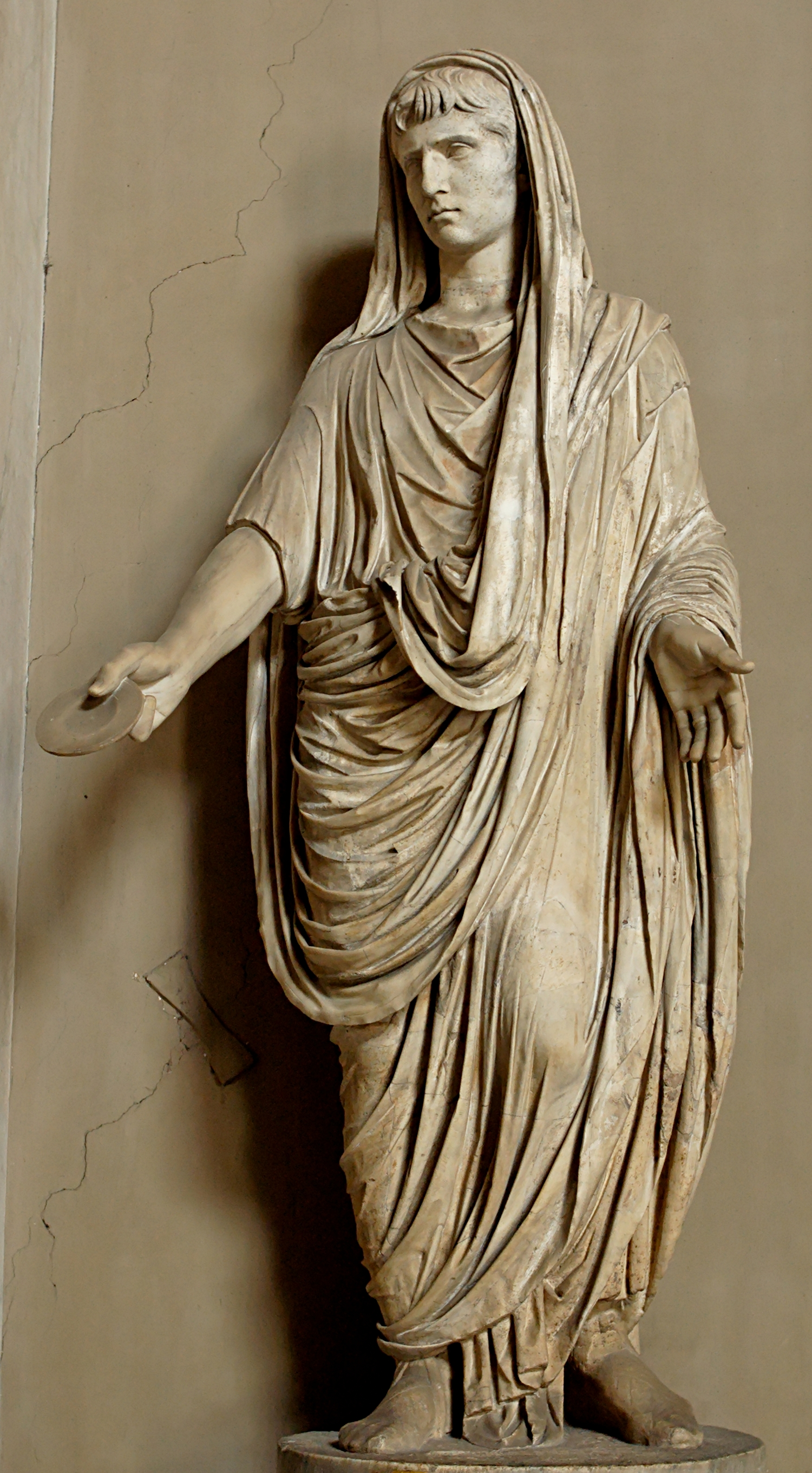
Socha císaře Augusta (Vatikánské muzeum)

Typická tóga (toga virilis, toga pura) byla z bílé vlny, chudší občané nosili tmavou tógu (toga pulla), která byla také znamením smutku. V létě se nosila tóga z tenké, v zimě ze silnější látky. Vysocí hodnostáři nosili bílou tógu s purpurovým lemem (toga praetexta), kterou nosili také neplnoletí chlapci. Vojenští vítězové v triumfálním průvodu nosili purpurovou toga picta se zlatými hvězdami a výšivkami. Uchazeči o úřady nosili zářivě bílou toga candida (odtud naše slovo „kandidát"), obžalovaní u soudu tógu tmavé barvy.

## Historie
Tóga byl snad původně královský oděv, za římské republiky se patrně zjednodušil a nejvíce kvetl za císařství; Římané se dokonce sami označovali jako togati. Ke konci císařství se však tóga přestala užívat a nahradila ji po stranách sešitá dalmatika, někdy i s rukávy. V současnosti je improvizovaná tóga (obvykle z prostěradla) velmi oblíbený maškarní převlek, užívá se běžně na studentských večírcích v USA a odtud se zvyk šíří po světě.